# 4-я гвардейская армия военно-воздушных сил и противовоздушной обороны
4-я гвардейская Краснознамённая армия военно-воздушных сил и противовоздушной обороны (4 гв. А ВВС и ПВО) — оперативное объединение (армия ВВС и ПВО) ВВС и Противовоздушной обороны ВС России в составе Южного военного округа.

## История

### Великая Отечественная война
22 мая 1942 года на основании приказа Наркома обороны Союза ССР, от 7 мая 1942 года, на базе управления и соединений Военно-воздушных сил (ВВС) Южного фронта была сформирована 4-я воздушная армия (4 ВА). Первым командующим ВВС Южного фронта стал генерал-майор авиации П. С. Шелухин. Ему были подчинены ВВС 9-й и 18-й армий, несколько отдельных дивизий и полков, насчитывающих 827 самолетов. Опыт боевых действий в начале 1942 года показал, что распыление авиации по общевойсковым армиям затрудняло управление, концентрацию сил на главном направлении и быстрый маневр авиации по фронту, что снижало ее боевые возможности. В мае 1942 года авиация фронтов была объединена в воздушные армии. Приказом народного комиссара обороны от 7 мая 1942 года № 0085 «В целях наращивания ударной авиации и успешного применения массированных авиаударов, объединить авиационные силы Южного фронта в единую воздушную армию, присвоив ей наименование „4-й воздушной армии“». 22 мая 1942 года формирование 4-й воздушной армии было завершено. Первым командующим армией был назначен генерал К. А. Вершинин.
В состав 4-й воздушной армии вошли:
- 216, 217, 229-я истребительные авиационные дивизии (командиры — генерал-майор авиации В. И. Шевченко, полковники Д. П. Галунов и П. Г. Степанович);
- 230-я штурмовая авиационная дивизия (командир подполковник С. Г. Гетьман);
- 219-я бомбардировочная авиационная дивизия (командир полковник И. Т. Батыгин);
- 218-я ночная бомбардировочная авиационная дивизия (командир полковник Д. Д. Попов);
- один учебно-тренировочный и семь отдельных смешанных авиаполков,
- эскадрилья связи и эскадрилья дальней разведки.

На вооружении воздушной армии имелось 208 самолетов и 437 летных экипажей. В начале июня 1942 года воздушная армия пополнилась еще одним полком — 588 ночным легкобомбардировочным, ставшим в советских ВВС первой женской авиационной частью (командир Е. Д. Бершанская). В феврале 1943 года полк преобразован в 46-й гвардейский, а в октябре этого же года удостоен собственного наименования — «Таманский». Двадцати трем девушкам-гвардейцам было присвоено звание Героя Советского Союза.
28 июля 1942 года 4-й воздушной армии передана в распоряжение преобразованного Северо-Кавказского фронта и осуществляла прикрытие отступления советских войск. С 11 августа 1942 года 4-я воздушная армия вела военные действия в составе Северной группы войск Закавказского военного округа. 1 января 1943 года массированными ударами частей 4-й воздушной армии началось наступление советских войск на Ставропольском направлении.
Самым знаменательным этапом боевого пути объединения в период Великой Отечественной войны стали воздушные бои в небе над Кубанью, именно здесь было достигнуто превосходство над противником в воздухе, применены новые способы и методы ведения воздушного боя. При освобождении Северного Кавказа около 70 военнослужащих 4-й воздушной армии были удостоены высокого звания Герой Советского Союза. 24 апреля 1943 года воздушная группировка Северо-Кавказского фронта была расформирована, 4-я воздушной армии осталась в распоряжении фронта. С 1 ноября началась операция по освобождению Керченского полуострова, в которой 4-я воздушной армии приняла непосредственное участие. В 1943—1944 годах она участвовала в освобождении Крыма и Севастополя.
На завершающем этапе Великой Отечественной войны, 12 мая 1944 года управление 4-й воздушной армии было переведено в Рославль на 2-й Белорусский фронт и приняло непосредственное участие в подготовке новой наступательной операции. В течение августа — октября 1944 года 4-я воздушная армия готовилась к решающим боям на территории Польши и Померании. Завершились боевые действия 4-й воздушной армии в Великой Отечественной войне участием в Берлинской стратегической наступательной операции.
За годы Великой Отечественной войны в предгорьях Кавказа, при освобождении Ставрополя, Кубани, Тамани, Крыма, Белоруссии, Польши и в битве за Берлин авиационные соединения и части 4-й воздушной армии участвовали в 17 наступательных операциях, произвели 349 тыс. боевых вылетов, сбросили на войска и другие объекты противника около 2 млн бомб. В воздушных боях и на аэродромах было уничтожено и повреждено свыше 5 тыс. вражеских самолетов. Верховный Главнокомандующий 42 раза объявлял благодарность соединениям и частям армии за успешные боевые действия. 283 авиаторам присвоено звание Героя Советского Союза, 7 летчиков дважды награждены медалью «Золотая Звезда», а А. И. Покрышкин — трижды, 41360 человек награждены орденами и медалями СССР. В 4 Воздушной армии выросли такие замечательные летчики, как трижды Герой Советского Союза А. И. Покрышкин, дважды Герои Советского Союза Дм. Глинка, Г. А. Речкалов, А. Н. Ефимов, П. Н. Камозин, Г. Ф. Сивков и Н. Степаненко, А. К. Рязанов. За годы Великой Отечественной войны: 17 частей и авиасоединений преобразованы в гвардейские, 46 — удостоены собственных наименований, 76 — награждены орденами.
За годы Великой Отечественной войны летчики армии совершили 340 тысяч боевых вылетов, принимали участие в трех воздушных операциях. На войска и объекты противника сброшено более 1,8 млн бомб различного калибра, в воздушных боях и на аэродромах уничтожено свыше 5 тыс. самолётов противника.
За проявленные мужество и героизм 41360 военнослужащих 4-й воздушной армии награждены орденами и медалями, 277 лётчиков и штурманов удостоены звания Героя Советского Союза. Летчики Д. Б. Глинка, А. Н. Ефимов, П. М. Камозин, Г. А. Речкалов, А. К. Рязанов, Г. Ф. Сивков, И. Н. Степаненко стали дважды Героями Советского Союза, а А. И. Покрышкин — трижды.

### После войны
В послевоенные годы 4-я воздушная армия оставалась на передовом рубеже и выполняла свои задачи в Польской Народной Республике. В состав 4-й воздушной армии входили две бомбардировочные и истребительная дивизии, два вертолетных полка, разведывательный полк и полк связи.
22 февраля 1968 года Указом Президиума Верховного Совета СССР за большие заслуги, проявленные в боях по защите советской родины, успехи в боевой и политической подготовке и в связи с 50-летием СА и ВМФ 37-я воздушная армия (так именовалось объединение в те годы), Указом Президиума Верховного совета СССР от 22.02.1968 г. за большие заслуги, проявленные в боях по защите Советской Родины, награждена орденом Красного Знамени и впредь именуется 37-й воздушной Краснознамённой армией, вручение Знамени и ордена произведено главнокомандующим ВВС СССР главным маршалом авиации К. А. Вершининым.
4 апреля 1968 года в целях сохранения боевых традиций воздушной армии и учитывая важное значение воспитания личного состава ВВС на их героических подвигах воздушная армия восстановлен общевойсковой номер 4, который она имела в период Великой Отечественной войны и впредь именуется 4-я воздушной Краснознамённой армией.
В 1968 году личный состав управления 4-й воздушной армии принимал участие в операции «Дунай» на территории ЧССР.

### Российский период
В начале 1990-х годов, в связи с прошедшими политическим преобразованиями, изменившейся военно-политической обстановкой, Северо-Кавказский военный округ становится приграничным. ВВС округа заменяется новым боевым авиационным объединением. 22 августа 1992 года управление 4-й воздушной Краснознамённой армии (ВГК) передислоцировано в г. Ростов-на-Дону и переформировано в управление 4-й воздушной Краснознамённой армии. Боевое знамя 4-й воздушной армии вновь возвращается на берега Дона и Кубани.
Героические боевые традиции ВВС СКВО переходят к 4-й воздушной Краснознаменной армии, сформированной из частей прибывших из Закавказья, Польши и Германии. Уже в 1992—1994 годах части 4-й ВА принимали участие в миротворческой операции в зоне осетино-ингушского конфликта, в 1993—1994 годах — в Абхазии. С 1993 по 1998 годы образцы мужества и профессионализма воины-авиаторы объединения проявляли, выполняя интернациональный долг в составе российских миротворческих сил в Республике Таджикистан. В период проведения специальной операции на территории Чеченской Республики в 1994—1996 гг. 4-я воздушная армия выполнила 13020 боевых вылетов (налёт составил 21037 часов). Военнослужащие 4-й воздушной Краснознамённой армии принимали участие также в проведении контртеррористических операций на Северном Кавказе и в войне в Грузии (2008).
С 1992 года за мужество и героизм, проявленные при выполнении воинского долга в условиях, сопряженных с риском для жизни, 46 военнослужащих 4-й воздушной армии были удостоены звания Героя Российской Федерации, из них 18 человек — посмертно.
16 июня 1997 года, в ходе военной реформы, Президент Российской Федерации подписал Указ «О первоочередных мерах по реформированию Вооружённых сил РФ и совершенствованию их структуры». В соответствии с этим документом до 1 января 1999 года Военно-воздушные силы и Войска противовоздушной обороны были преобразованы в качественно новый вид Вооруженных сил — Военно-воздушные силы. На базе 4-й воздушной армии и 12-го отдельного корпуса ПВО с 1 июня 1998 года была сформирована 4-я армия ВВС и ПВО.
С 8 августа 1999 года по 2003 год соединения и части 4-й армии ВВС и ПВО участвуют в специальной контртеррористической операции на территории республик Дагестан и Чечня.
С 30 декабря 2002 года в состав 4-й армии ВВС и ПВО вошли части армейской авиации СКВО.
С 7 мая 2009 года на базе 4-й Краснознамённой армии ВВС и ПВО (Ростов-на-Дону) и 5-й Краснознамённой армии ВВС и ПВО (Екатеринбург) сформировано 4-е Краснознамённое командование ВВС и ПВО с дислокацией в Ростове-на-Дону.
С 1 декабря 2010 года соединения и воинские части объединения, дислоцированные на территории Приволжского и Уральского федеральных округов, выведены из состава 4-го командования ВВС и ПВО.
С 1 июня 2014 года в состав командования были приняты воинские части авиации, зенитных ракетных и радиотехнических войск, дислоцированные на территории Крымского Федерального округа.
С 1 августа 2015 года объединению возвращено историческое наименование 4-я Краснознамённая армия военно-воздушных сил и противовоздушной обороны.
В настоящее время соединения и воинские части 4-й Краснознамённой армии ВВС и ПВО дислоцированы на территории Южного военного округа.
Четыре подразделения армии, которые несут боевое дежурство в Республике Крым (Джанкой, Феодосия, Севастополь и Евпатория) вооружённые ЗРС С-400 «Триумф». На декабрь 2018 года все зенитные ракетные войска из состава армии укомплектованы новыми и модернизированными образцами вооружения, военной и специальной техники на 100 процентов.
9 октября 2023 года 4-й Краснознаменной армии военно-воздушных сил и противовоздушной обороны присвоено почетное наименование «гвардейская».

## Хронология организационного строительства
- ВВС Южного фронта;
- 4-я воздушная армия (с 22.05.1942 г.);
- 37-я воздушная армия (с 10.01.1949 г.);
- ВВС Северной группы войск (с июля 1964 года);
- Краснознамённые ВВС Северной группы войск (с 22.02.1968 г.);
- 4-я воздушная Краснознамённая армия (с 4 апреля 1968 года);
- 4-я воздушная Краснознамённая армия ВГК (с 29 февраля 1980 года);
- 4-я воздушная Краснознамённая армия (с 10.1992 года);
- 4-я Краснознамённая армия ВВС и ПВО (с 1 июня 1998 года);
- 4-е Краснознамённое командование ВВС и ПВО. (с 7 мая 2009 года);
- 4-я Краснознамённая армия ВВС и ПВО (с 1 августа 2015 года)[2].
- 4-я гвардейская[6] Краснознамённая армия ВВС и ПВО (с 9 октября 2023 года).
- Войсковая часть (полевая почта) 21206;
- Войсковая часть (полевая почта) 18350 (с февраля 1949 года);
- Войсковая часть (полевая почта) 40911 (с октября 1992 года).

## Формирование армии
Сформирована 1 июня 1998 года на базе 4-й воздушной армии и 12-го отдельного корпуса ПВО на основании Указа Президента РФ от 16.06.1997 г. «О первоочередных мерах по реформированию ВС РФ и совершенствованию их структуры».

## Расформирование и воссоздание армии
В 2009 году 4-я армия ВВС и ПВО переформирована в 4-е командование ВВС и ПВО Южного военного округа.
1 августа 2015 года армия была воссоздана.

## Состав
- Управление, в/ч 40911 (г. Ростов-на-Дону);
- 51-я дивизия ПВО, в/ч 42352, г. Ростов на Дону:
  - 1537-й зенитный ракетный Краснознаменный Кубанский Казачий полк, в/ч 26345 (г. Новороссийск) — АКП, 2 дивизиона С-400 (16 ед. ПУ), 1 дивизион ЗРПК 96К6 «Панцирь-С1» (6 ед).
  - 1536-й зенитный ракетный ордена Красной Звезды Донской казачий полк, в/ч 48514 (г. Ростов-на-Дону) — АКП, 3 дивизиона С-300ПМ (24 ед. ПУ).
  - 1721-й зенитный ракетный полк, в/ч 11754 (Краснодарский край, г. Сочи): 2 дивизиона ЗРК 9К37М1 Бук. (6 СОУ и 3 ПЗУ), КП 9С470M1, станция обнаружения и целеуказания 9С18M1 «Купол-М1», взвод связи, а также подразделения технического обеспечения и обслуживания.
  - 339-й радиотехнический полк, в/ч 03007, Астраханская область, п. Тинаки.
  - 338-й радиотехнический полк, в/ч 40213, г. Новочеркасск.
- 31-я дивизия ПВО, Севастополь:
  - 12-й зенитный ракетный полк, в/ч 85702, г. Севастополь — АКП, 1-й, 2-й дивизионы: 16 ед. ПУ С-400.
  - 18-й гвардейский зенитный ракетный полк, в/ч 85388, г. Феодосия, п. Гвардейское — управление, АКП, 1-й дивизион — 8 ед. ПУ С-400, 2-й дивизион — 8 ед. ПУ С-400, 3-й дивизион — 8 ед. ПУ С-300ПМ, 4-й дивизион 8 ед. ПУ С-300ПМ;
  - 3-й радиотехнический полк, в/ч 85683, Севастополь, Любимовка.
- 1-я гвардейская смешанная Барановичская Краснознамённая, ордена Суворова авиационная дивизия[7], в/ч 40491 Крымск:
  - 3-й смешанный авиационный полк, Крымск, в/ч 75386[8] Крымск: 24 ед. Су-27СМ3, 8 ед. Су-30М2;
  - 31-й истребительный авиационный полк, в/ч 75391 Миллерово: 20 ед. Су-30СМ, 3 ед. МиГ-29, 2ед. МиГ-29А, 2 ед. МиГ-29С, 1 ед. МиГ-29УБ;
  - 368-й гвардейский штурмовой авиационный полк[9], в/ч 75388, Буденновск: 1 ед. Су-25СМ3, 23 ед. Су-25СМ;
  - 559-й гвардейский бомбардировочный авиационный полк, в/ч 75392, Морозовск: 36 ед. Су-34.
- 4-я смешанная авиационная дивизия, Волгоградская область, Мариновка:
  - 11-й смешанный авиационный полк, Мариновка;
  - 960-й гвардейский штурмовой авиационный полк, Приморско-Ахтарск.
- 27-я смешанная авиационная дивизия, Бельбек:
  - 37-й смешанный авиационный полк, Гвардейское: 6 ед. Су-24М, 6 ед. Су-24МР, 13 ед. Су-25СМ, 1 ед. Су-25УБ;
  - 38-й истребительный авиационный полк, в/ч 80159, Бельбек: 13 ед. Су-27СМ, 2 ед. Су-27, 9 ед. Су-27П, 1 ед. Су-27УП, 1 ед. Су-27УБ, 6 ед. Су-30М2;
  - 39-й вертолетный полк, в/ч 46453, Джанкой: 12 ед. Ми-35М, 16 ед. Ка-52, 4 ед. Ми-28Н, 6 ед. Ми-28АМТШ.
- 30-й отдельный транспортный смешанный авиационный полк, в/ч 41497 (г. Ростов-на-Дону, аэродром Центральный): 1 ед. Ан-148, 7 ед. Ан-12БК, 6 ед. Ан-26, 2 ед. Ил-20М,  1 ед. Ми-24В, 9 ед. Ми-24П,1 ед. Ми-26Т3, 2 ед. Ми-26Т, 5 ед. Ми-26.
- 3624-я авиационная база, в/ч 63530 (Эребуни): 9 ед. МиГ-29, 1 ед. МиГ-29А, 1 ед. МиГ-29С, 2 ед. МиГ-29УБ, 4ед. Ми-24П, 5 ед. Ми-8, 2 ед. Ми-8МТПР-1, 1ед. Ми-8МСВ.
- 3661-я авиационная база, в/ч 62467 Моздок: совместного использования, авиация ВКС (вертолеты и БПЛА 487-го ОВП и др. части, способен принимать любые типы самолетов), авиация Росгвардии и ФСБ.
- 16-я гвардейская бригада армейской авиации, в/ч 12628 (Зерноград): 9 ед. Ми-8АМТШ, 21 ед. Ми-28Н, 3 ед. Ми-8ПП.
- 55-й отдельный гвардейский вертолётный Севастопольский ордена Кутузова полк, в/ч 35666, Кореновск: 4 Ка-52[10], 10 ед. Ми-35М, 12 ед. Ми-28Н, 17 ед. Ми-8АМТШ.
- 487-й отдельный вертолётный полк боевого управления, в/ч 44936 (Буденновск): 17 ед. Ми-35М, 17 ед. Ми-28Н, 4 ед. Ми-8АМТШ, 4 ед. Ми-8МТВ-5, 12 ед. Ми-8МТВ-5-1, 2, 2 ед. БПЛА «Форпост».
- авиационная комендатура (Ханкала).
- 214-й центр управления, в/ч 65246 (г. Новочеркасск).
- Центр обеспечения, г. Ростов на Дону.
- 5307-й склад РАВ, г. Ростов на Дону.

## Командующие
- генерал-лейтенант Горбенко, Валерий Михайлович — июль 1998 — январь 2001[11].
- генерал-лейтенант Зелин, Александр Николаевич — июнь 2001 — август 2002
- генерал-лейтенант Горбась, Владимир Николаевич — август 2002[12] — январь 2007
- генерал-лейтенант Мирошниченко, Игорь Владимирович — 18 января 2007 — декабрь 2009[13].
- генерал-лейтенант Севостьянов, Виктор Михайлович — 15 января 2016 — 22 февраля 2019[14][15].
- генерал-лейтенант[16] Гостев Николай Васильевич — с 22 февраля 2019.
- гвардии генерал-лейтенант Куценко Владимир Станиславович (1967 г. р.) с 2023.

## Участие в боевых действиях
Военнослужащие армии принимали участие в обеспечении миротворческих операций в Республике Абхазия, Республике Таджикистан, а также в проведении контртеррористических операций на Северном Кавказе и в войне в Грузии (2008 год).
С 1992 года за мужество и героизм, проявленные при выполнении воинского долга в условиях, сопряженных с риском для жизни, 46 военнослужащих армии были удостоены звания Героя Российской Федерации, из них 18 человек — посмертно.
С 2015 года военнослужащие армии принимают участие в Военной операции России в Сирии в составе Авиационной группы ВКС России в Сирии.
С 24 февраля 2022 года принимают участие в нападении России на Украину.

## Награды
- Почётное наименование "гвардейская" (09 октября 2023 года) — "за массовый героизм и отвагу, стойкость и мужество, проявленные личным составом армии в боевых действиях по защите Отечества и государственных интересов в условиях вооружённых конфликтов" [6]
- Орден Красного знамени — по преемственности от 37-й воздушной армии, награждённой Указом Президиума Верховного совета СССР от 22.02.1968 г. за большие заслуги, проявленные в боях по защите Советской Родины.